# Győri csata
A győri csata vagy kismegyeri csata Kismegyeren 1809. június 14-én volt a napóleoni háborúk egyetlen, a Magyar Királyság területén lezajlott ütközete, egyben az utolsó olyan összecsapás, amelyben a magyar nemesi felkelés hadai vettek részt. Bár a minőségbeli, létszámbeli és vezetésbeli különbségek miatt kezdettől fogva nyilvánvaló volt, hogy a franciák fölényben vannak, ám Laval Nugent vezérőrnagy téves felderítési adatai miatt jelentősen alábecsülték a francia sereg létszámát. A csatát az osztrák vezetés sorozatos tévedései kísérték végig, és a francia minőségi és számbeli fölény végül a Habsburg sereg vereségéhez vezettek.

## Előzmények
Napóleon az ötödik koalíció ellen vívott harcai során 1809 májusában elfoglalta Bécset. Előzőleg május 15-én Schönbrunnban kiáltványt adott ki a magyar nemességnek címezve, amelyben felszólította őket a Habsburgok elhagyására és a függetlenség kikiáltására. A magyar politikai vezető réteg erre nem volt hajlandó, több okból is. Elsősorban a Napóleon oldalára állt Lengyelország példájából okulva, amelyet kifosztottak, csupán névleges előnyöket biztosítva a lengyeleknek. Ellenben tizenkétszer annyi adót szedtek be tőlük, mint a Napóleon előtti időkben, férfilakosságának egy részét pedig katonának hurcolták el, ahonnan kevesen tértek vissza. Ezenkívül Napóleon francia birodalmát több súlyos vereség is érte, a császár elszenvedte első vereségét az asperni csatában és a pápa is kiátkozta őt. Ezek miatt a nemesség számára jobb választásnak tűnt a Habsburg Birodalom, amely tiszteletben tartotta korábbi jogaikat.
Mivel a nemesség nem fogadta el Napóleon ajánlatát, megindult a nemesi felkelés (latinul insurrectio). A háború folyamán az ország védelmére a nemesség – a bécsi udvar felhívására – fegyvert fogott a korabeli Európa legjobban felszerelt, legképzettebb és legjobban irányított hadseregével szemben. A „vitézlő nemesség” bevonuló tagjai, az „inszurgensek”  egy dunai és egy tiszai hadosztályt alkottak, melyben vármegyéjük egyenruhájában vonultak hadba. A napóleoni háborúk során az első insurrectióra 1797-ben került sor, amely azonban egy hónapnyi gyakorlatozás után feloszlott. Nem került sor bevetésükre 1800-ban és 1805-ben sem. 
1809 áprilisában ismét fegyverbe hívták a nemesi felkelő csapatokat, akik a Nyugat-Magyarországra benyomuló francia reguláris haderők ellen vonultak. A francia hadakat három parancsnok vezette: Eugène de Beauharnais, Itália alkirálya, Napóleon fogadott fia, Louis Bonaparte (I. Lajos holland király), sógora, Joachim Murat (1767-1815), valamint Auguste Marmont és Étienne Macdonald marsallok, Taranto és Raguza hercegei.
Az osztrák hadakat kiszorították Itáliából, János főherceg Magyarország felé vezette embereit, hogy egyesüljön Károly főherceg erőivel, amelyek Morva-mezőnél állomásoztak. Miután ezt az őket üldöző francia sereg lehetetlenné tette, a hadsereg Graz felé vonult vissza, Körmend irányába. Ekkor vált nyilvánvalóvá, hogy a francia hadvezetés célja külön-külön a két osztrák sereg legyőzése. A vegyesen felszerelt nemesi felkelőkből álló teljes haderő, körülbelül 16 000-en, Magyarország területén csatlakoztak János főherceg seregéhez, akinek az volt a terve, hogy Pápa, Győr és Pozsony vagy Komárom érintésével, a nagyobb ütközeteket kerülve csatlakozik Károly seregéhez. Ennek megfelelően Pápát rövid harcok után adták fel, és erőltetett menetben vonultak vissza Győr irányába.
Fontos megjegyezni, hogy János főherceg seregében is rengeteg magyar szolgált császári egyenruhában, akik felszerelt és kiképzett katonák voltak az inszurrekcióban szolgálatot teljesítő honfitársaikkal ellentétben. Így a győri csatában számszerűleg több magyar harcolt a franciák ellen, mint amennyi az inszurrekció létszáma volt.
A franciák elleni helytállásra a katolikus papság is buzdított, Magyary János például költeményt is megjelentetett.

## Az ütközet

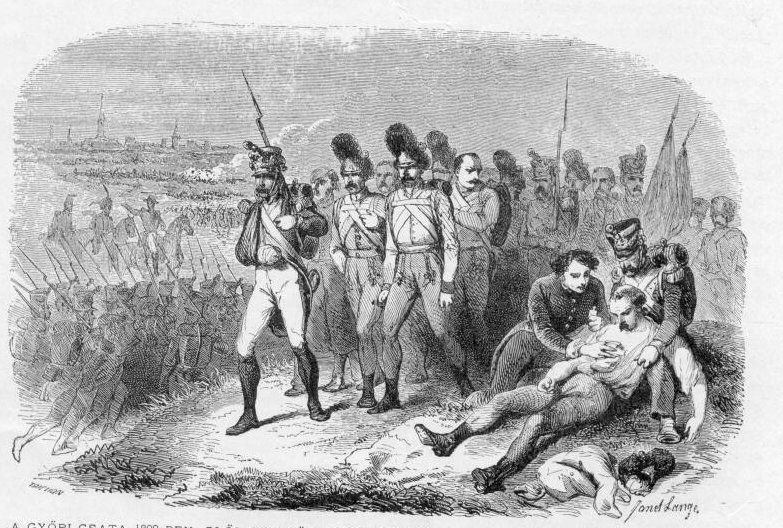
A csatajelenet a Győr melletti ütközetben Janet Lange fametszetén

Június 13-án este került sor az osztrák táborban arra a haditanácsra, mely a harc mellett döntött. Ebben jelentős szerepet játszott Laval Nugent vezérőrnagy, aki a felderítési adatokból tévesen 15 000 fősre becsülte a valójában 50 000-es francia-olasz sereg létszámát. A hadvezetés a téves adatok alapján úgy gondolta, hogy pusztán védekezéssel képesek lesznek felőrölni a francia sereg támadását. A franciák ezzel szemben tisztában voltak az ellenség erőivel, így a szárnyakon átkaroló hadműveletet készítettek elő, mivel a nehezebben megtörhető osztrák regulárisok alkották az ellenséges erő gerincét.

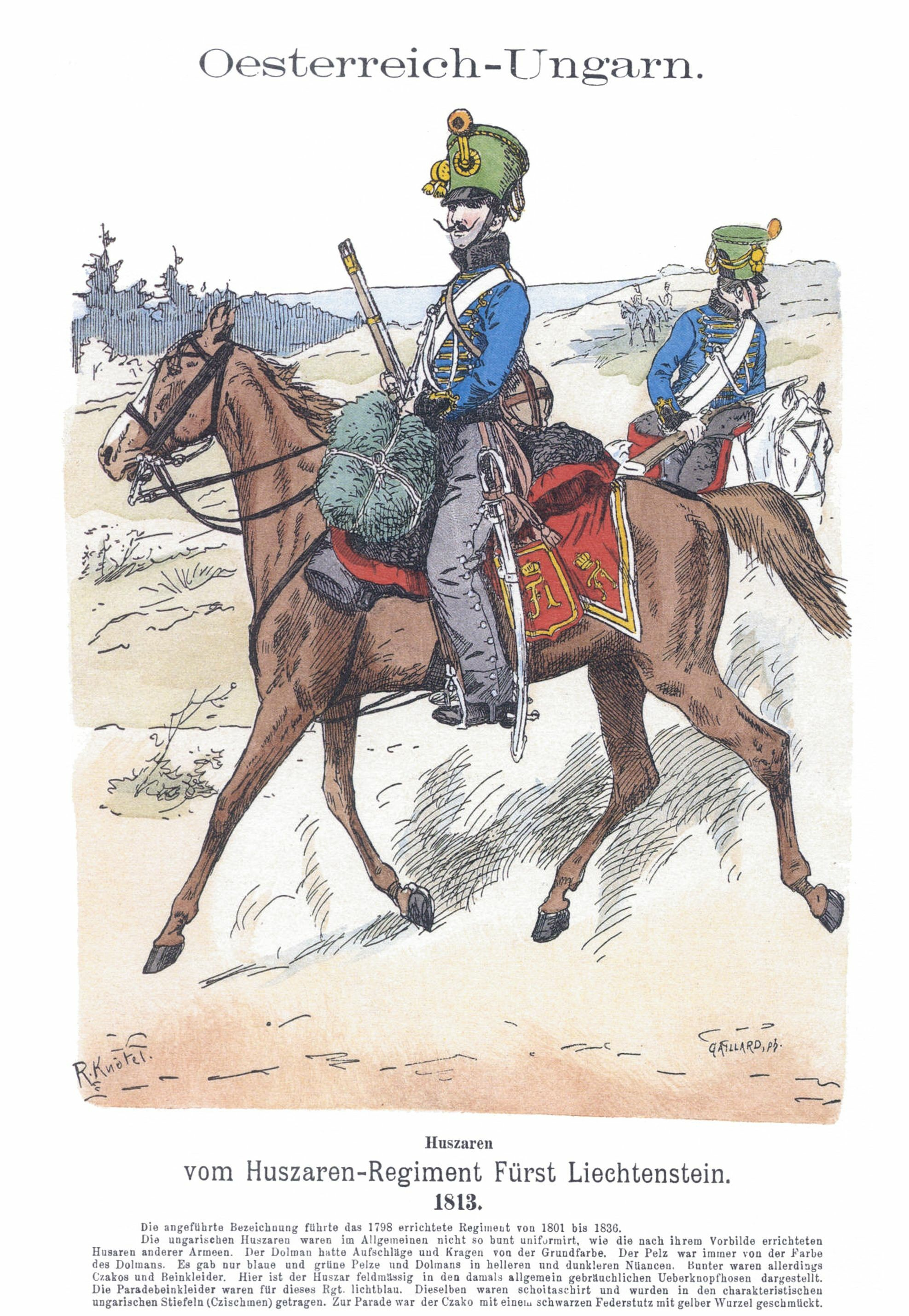
Osztrák-magyar huszár a napóleoni háborúk során

A sereg másnap június 14-én, Győr közelében a csanaki domboknál megütközött a franciákkal. Az első francia támadások hajnalban kezdődtek, és ekkor derült ki a francia hadvezetés számára, hogy az osztrákok harcolni fognak. Az osztrák oldalon Nugent fatális tévedésére csak a délelőtt során derült fény, ám János főherceg mégsem rendelte el a visszavonulást. A franciák tüzérségi tűz után indítottak frontális rohamot az osztrák állások ellen. Ezt a védők nem csak visszaverték, hanem ellentámadást is indítottak és a Pándzsa-patakig verték vissza a támadókat. A franciák második rohama nagyobb sikerrel járt, ekkor ugyanis már áttörték az első védelmi vonalat, ám a második vonalon támadásuk kifulladt, és az osztrákok ellentámadása ismét a patakig szorította vissza őket. János főherceg azonban nem rendelte el a franciák patakon túli üldözését, hanem inkább csapatai sorait próbálta rendbe szedni. Ez a döntés a csata szempontjából később végzetesnek bizonyult. A legrosszabb helyzetben a magyarok voltak, akiknek silány fegyverzete (a puskák némelyikének még ütőszege sem volt, így semmiképp nem lehetett volna vele tüzelni!) nem tette lehetővé a modern fegyverekkel felszerelt és a sokkal fegyelmezettebben küzdő franciák elleni hatékony harcot.
János főherceg döntése következtében a francia csapatok időt nyertek és újra felfejlődhettek, majd délután 4 órakor ismét támadást indítottak az osztrák állások ellen. A két támadást is visszaverő osztrák-magyar csapatok már igen kifáradtak, így a franciák áttörése egyre bizonyosabbnak tűnt. Mecséry Dániel, a magyar balszárny vezetője ezért csapatai egy részét a főerő megsegítésére küldte. Ez főleg annak volt köszönhető, hogy a bekerítést világosan látó János főherceg nem értesítette őt a készülő ellenséges műveletről, így az már csak akkor vált számára világossá, amikor befejeződött. A magyar lovasság összetorlódott a patak kiszáradt medrében, ahol a francia ágyúk erős tüze is verte őket. Több sikertelen kimenetelű ellentámadás után a teljes hadosztály menekülni kezdett, és magukkal rántották a segítségükre küldött Hadik-huszárezredet is, amelyen keresztüllovagoltak, ezzel azt is felbomlasztva és menekülésre késztetve.
A balszárny teljes összeomlása után a vereség teljesen egyértelművé vált, ám János főherceg csak akkor adta ki a parancsot a visszavonulásra, amikor a franciák már végleges bekerítéssel fenyegették csapatait. Ekkor a Habsburg haderő Komárom irányába vonult vissza, többnyire rendezetten és fegyelmezetten. A csatában az osztrák–magyar sereg körülbelül hatezer embert vesztett, míg a franciák vesztesége háromezer főre rúgott. A francia győzelem nagy eredménye volt, hogy János főherceg hadserege jó időre alkalmatlanná vált arra, hogy újra harcba szállhasson. A franciák többnyire dicsérően szóltak a magyar nemesi felkelők helytállásáról, azon véleményüknek hangot adva, hogy a magyar nemesek „vitézek, de még gyakorlatlanok”.

## Következmények
A vereség eredményeként a nemesi hadat Székesfehérváron feloszlatták, és ezután többet nem került sor nemesi felkelésre. A vereség nagy lélektani hatást gyakorolt az országra. Még Alvinczi József, Magyarország főhadikormányzója is elhagyta Budát és kelet felé indult. A győzelem következtében a franciák mindkét fontos céljukat elérték, így kivonták János főherceg seregét a későbbi összecsapásokból, mint például a wagrami csatából, másrészt elérték a nemesi hadak feloszlatását. A csata azonban korántsem a magyar balszárny menekülésekor dőlt el, a sorozatos vezérkari melléfogások ugyanekkora, ha nem nagyobb szerepet játszottak a vereségben. A történészek többsége úgy tartja, hogy a magyar balszárny további kitartása esetén a centrum omlott volna össze. Ráadásul a huszárok küzdelmének köszönhetően a szárny gyalogsága rendezetten tudott visszavonulni.
A bécsi udvar igyekezett a hadvezetési hibákat eltussolni és a vereséget a nemesi felkelők megfutamodásának számlájára írni. Az inszurgensek bűnbakká tételének másik fontos oka az volt, hogy az osztrákok el akarták kerülni egy erős magyar hadsereg létrehozását a nemesi felkelőkből, hiszen ez érdekeiket veszélyeztette volna. A bécsi udvar kritikus szemlélete egybevágott az ellenzék, a későbbi reformerek érdekeivel, akik az inszurrekciót elavult és felesleges intézménynek tartották, a feudális kiváltságok elleni harc részeként. Ennek oka az volt, hogy a magyar nemesség tagjai arra hivatkozva élveztek adómentességet, hogy ők a vérükkel adóznak („vitézlő nemesség”). Petőfi Sándor „A nép nevében” című versének köszönhetően az eset „győri futás”-ként híresült el, és az évek folyamán legenda szövődött köré. A csata tudományos feldolgozása magyar nyelven a 19. század végén kezdődött meg, ám ez csak 1945-ig tarthatott, amikortól ismét csak egy meghatározott szempont szerint lehetett értelmezni az eseményeket. A mai történészek többsége a csatát már egy szükségszerű vereségként látja, amelyet a kor legjobban felkészült hadserege mért a Habsburg hadakra, és amelyben a magyar nemesség a körülményekhez képest jól helytállt.
A nemesi felkelő alakulatok az 1809. július 12-ki Znaimban megkötött fegyverszünet után is a táborban maradtak. Ezt az időt használták fel, hogy a hevenyészett, harcértékben, szervezettségben és felszereltségben sok kívánnivalót hagyó nemesi lovasságot használható katonai erővé alakítsák át. 1809. augusztus 9-én, a nádor lovászi és szentmargitai Sümeghy József (1757–1832) királyi tanácsost, zalai alispánt, János főherceg táborához hadi biztosnak nevezte ki. Új tiszteket vezényeltek át a huszárezredektől, új fegyvereket, felszerelést kaptak, magyar nyelvű kiképzési és szolgálati szabályzatot jelentettek meg számukra, és mint a rendes sorkatonaságot, gyakorlatoztatták őket. Közben eljött az ősz, és letelt a hat hónap, melyet a felkelősereg a törvények szerint táborban volt köteles tölteni. 1809. november 1-jén lépett volna életbe a kincstári fizetési rend. Ezt azonban hosszú időre nem vállalta a hatalom, és a Székesfehérvár mellett megtartott szemlék után, ahol naponta más és más ezredek mutatták be megszerzett hadi-tudományukat (legutoljára a Fejér megyei és székesfehérvári önkéntes alakulat), lényegében véget ért a táborozás. A csapatok egymás után hazavonultak. "Menjetek békességben! Szerencsét és Isten áldását! Szeretetem és tiszteletem kísérjen benneteket" - írta József főherceg nádor 1809. december 18-i elbocsátó levelében. A nemesi inszurrekció intézménye a gyakorlatban ezzel a levéllel szűnt meg véglegesen.